# Kings of Leon
Kings of Leon – zespół rockowy założony w Nashville w Stanach Zjednoczonych przez trzech braci i ich kuzyna. Nazwa zespołu wywodzi się od imienia dziadka braci. Grupa odnosi sukcesy głównie w Europie, zwłaszcza w Wielkiej Brytanii. Jej znaczenie jest za to mniejsze za oceanem.
Zespół siedmiokrotnie wystąpił w Polsce: w ramach Open’er Festival – 5 lipca 2009 i 6 lipca 2013, 2 czerwca 2017 i 13 czerwca 2014 podczas Orange Warsaw Festival, 8 września 2016 w Tauron Arena w Krakowie, 21 czerwca 2022 we Wrocławiu na Tarczyński Arena oraz 17 lipca 2024 ponownie w Tauron Arena w Krakowie.

## Historia

### Wczesne lata: 1999–2003
Trzech braci Followill spędziło większość swojej młodości na podróżowaniu po południu Stanów Zjednoczonych z ojcem Ivanem, wielkim kaznodzieją zielonoświątkowego kościoła i ich matką, Betty-Ann, która uczyła całą trójkę w czasie, gdy nie uczęszczali do szkoły. Gdy ich ojciec zrezygnował z kościoła i rozwiódł się ze swoją żoną w 1997 roku, chłopcy przenieśli się do Nashville i zainteresowali muzyką rockową. Spełniony w swym zawodzie tekściarz Angelo Petraglia pomógł im szlifować umiejętności pisania piosenek. Sześć miesięcy później, Nathan i Caleb podpisali kontrakt z RCA Records. Jednakże przedstawiciele wytwórni stwierdzili, że duet musi dobrać więcej członków do swojego zespołu przed rozpoczęciem kariery. Pełny skład powstał, gdy ich kuzyn Matthew i młodszy brat Jared postanowili się do nich przyłączyć.
W jednym z wywiadów Caleb powiedział, że „porwali” Matta ze swojego rodzinnego miasta w stanie Mississippi, aby dołączył do ich zespołu. Powiedzieli jego matce, że zatrzyma się u nich na tydzień, ale w końcu nigdy na stałe nie wrócił do domu.

### Youth and Young Manhood i Aha Shake Heartbreak: 2003–2005
Pierwszy minialbum grupy: Holy Roller Novocaine został wydany w 2003 roku. Debiutancki album Kings of Leon: Youth and Young Manhood, którego nazwa została zaczerpnięta z książki Ernesta Hemingwaya, okazał się dużym sukcesem, szczególnie poza USA. Popularność zespołu wzrosła jeszcze bardziej, gdy artystom zaproponowane zostały występy z U2 i The Strokes. Utwory „Molly’s Chambers”, „Red Morning Light” i „Holy Roller Novocaine” zostały użyte w kilku filmach, grach komputerowych i reklamach telewizyjnych. Pierwszy singiel zespołu: wydany w 2003 roku „Molly’s Chambers”, zyskał duże powodzenie.
Druga płyta grupy: Aha Shake Heartbreak wydana została w Wielkiej Brytanii w październiku 2004, a w USA w lutym 2005. Album ten poszerzył grono fanów zespołu na całym świecie. Piosenki „The Bucket”, „Four Kicks” i „King of the Rodeo” zostały później wydane jako single. „The Bucket” zakwalifikował się do pierwszej dwudziestki najlepszych singli w Wielkiej Brytanii. Członkowie grupy otrzymali także wyrazy uznania od swoich „starszych kolegów” z branży, między innymi: Radiohead, Modest Mouse, Oasis, Pearl Jam czy Boba Dylana. Kings of Leon występował z Pearl Jam i Bobem Dylanem przez większość 2005 i 2006 roku.

### Because of the Times: 2006–2007
Muzycy wrócili do studia w marcu 2006. Ich trzecia płyta: Because of the Times, poprzedzona przez singiel „On Call”, ukazała się 2 kwietnia 2007 w Wielkiej Brytanii, a dzień później w Stanach Zjednoczonych. Zdobyła bardzo duże uznanie wśród krytyków. Album zadebiutował na pierwszym miejscu listy przebojów w Wielkiej Brytanii i Irlandii. W rankingu USA wszedł na 25 miejsce. W ciągu pierwszego tygodnia od premiery sprzedanych zostało ponad 70 tysięcy egzemplarzy płyty. Później wydane zostały single „Fans” i „Charmer”.

### Only by the Night: 2008–2009
Na początku 2008 roku jeden z członków Kings of Leon, Caleb Followill ogłosił, że zespół pracuje nad czwartym albumem studyjnym. Nagrywanie rozpoczęło się w lutym tego samego roku, po zakończeniu przez grupę występów zagranicznych. W jednym z wywiadów członkowie zespołu zdradzili, że najnowsza płyta będzie odwoływać się do brzmień Radiohead, Crystal Castles czy My Morning Jacket. Utwór „Crawl”, jako pierwszy z nadchodzącej płyty ukazał się na stronie zespołu dostępny do darmowego ściągnięcia 28 lipca 2008. Pierwszy singiel, „Sex on Fire” pojawił się w profilu Kings of Leon w portalu MySpace 5 sierpnia. Album Only by the Night ukazał się 19 września na kontynencie europejskim, 22 września w Wielkiej Brytanii, a 23 września w USA. 28 września zadebiutował na pierwszym miejscu brytyjskich rankingów sprzedaży z wynikiem 220 tysięcy sprzedanych kopii. Za utwór „Use Somebody” zespół otrzymał w sumie trzy statuetki Grammy.

### Come Around Sundown: 2009–2011
W 2009 roku, podczas trasy koncertowej promującej Only by the Night, zespół zaczął zbierać materiał do nowej płyty. Ukazała się ona 18 października 2010 w Wielkiej Brytanii, a 19 października 2010 w USA. Album był nagrywany w okresie od lutego do czerwca 2010 w Nowym Jorku oraz Nashville. W Wielkiej Brytanii album zadebiutował na pierwszym miejscu notowania. W 2011 roku Come Around Sundown otrzymał nominację do nagrody Grammy w kategorii najlepszy rockowy album. 27 lipca 2011 na koncercie w Dallas wokalista zespołu Caleb Followill znajdował się pod silnym wpływem alkoholu. Musiał przez to opuścić scenę, a koncert został przerwany. 1 sierpnia 2011 Kings of Leon odwołali pozostałą część trasy po USA. W listopadzie 2011 grupa odbyła trasę koncertową po Australii.

### Mechanical Bull: 2012–2013
22 sierpnia 2012 Jared Followill, podczas rozmowy na temat swojego pobocznego projektu z Nickiem Brownem z Mona ujawnił, że zespół pracuje nad nowym albumem. 7 czerwca 2013 została ujawniona nazwa szóstego albumu Kings of Leon. Została ona zainspirowana filmem Miejski kowboj z lat 80. XX w., w którym główną rolę odegrał John Travolta. Podobnie jak wszystkie poprzednie, nazwa ta składa się z pięciu sylab. Wydanie płyty poprzedziła europejska trasa koncertowa, podczas której zespół zagościł również w Polsce (6 lipca 2013 w Gdyni – w ramach Open’er Festival). W trakcie wywiadu w MTV News Nathan Followill stwierdził, że brzmienie nowych utworów będzie bardzo energetyczne, a grane podczas trasy koncertowej utwory „Don’t Matter” oraz „Supersoaker” doskonale odzwierciedlają charakter płyty. Według basisty zespołu Mechanical Bull zawiera odwołania do wszystkich wcześniejszych albumów. Album ukazał się 20 września 2013 w Irlandii, Niemczech, Szwecji i Australii, 23 września w Wielkiej Brytanii, a 24 września w USA. Jednak już 16 września 2013 roku był dostępny na iTunes.
Ich najnowszy album „When You See Yourself” ujrzał światło dzienne 5 marca 2021 roku. Był to ósmy album w dorobku Kings of Leon. Ósma płyta zespołu została wydana pięć lat po albumie Wall.

## Dyskografia
Albumy studyjne
- Youth and Young Manhood (2003)
- Aha Shake Heartbreak (2004/2005)
- Because of the Times (2007)
- Only by the Night (2008)
- Come Around Sundown (2010)
- Mechanical Bull (2013)
- Walls (2016)[14]
- When You See Yourself (2021)
- Can We Please Have Fun (2024)

Minialbumy
- Holy Roller Novocaine (2003)
- What I Saw (2003)
- Day Old Belgian Blues (2006)

## Wideografia
- Live at the O2 London, England (2009)

## Nagrody i wyróżnienia
- 2008 Nagroda Grammy za „Sex on Fire” w kategorii Best Rock Performance By a Duo/Group w/ Vocals[15]
- 2009 Nagroda Grammy za „Use Somebody” w kategorii Best Rock Performance By a Duo/Group w/ Vocals[15]
- 2009 Nagroda Grammy za „Use Somebody” w kategorii Best Rock Song[15]
- 2009 Nagroda Grammy za „Use Somebody” w kategorii Record of the Year[15]
- 2011 Fryderyk za „Come Around Sundown” – najlepszy album zagraniczny[16]